# Pic à dos rouge
Dinopium javanense
Espèce
Statut de conservation UICN

 LC  : Préoccupation mineure
Le Pic à dos rouge (Dinopium javanense) est une espèce d'oiseaux de la famille des Picidae.

## Habitat
Le pic à dos rouge vit dans les forêts tropicales secondaires clairsemées. On le trouve aussi dans les bois de feuillus, les broussailles et les mangroves. 
Il aime les forêts de teck et les parcelles de pins à des altitudes plus élevées.
Il adore les plantations de cocotiers, les terres cultivées, les jardins et les parcs.

## Description
Ce pic mesure de 28 à 32 cm et pèse de 67 à 100 g.

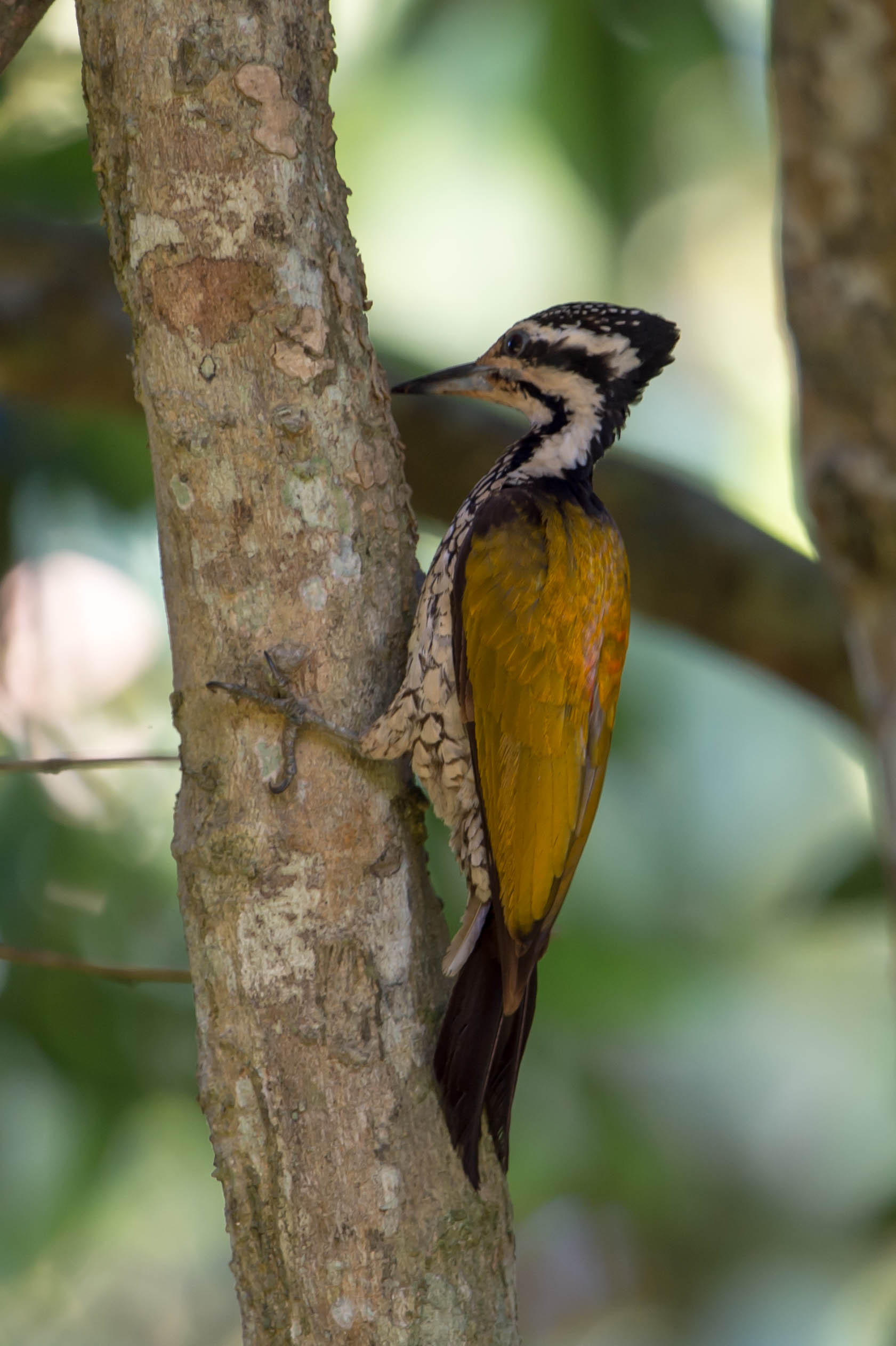
Femelle, parc national de Kaeng Krachan, Thaïlande
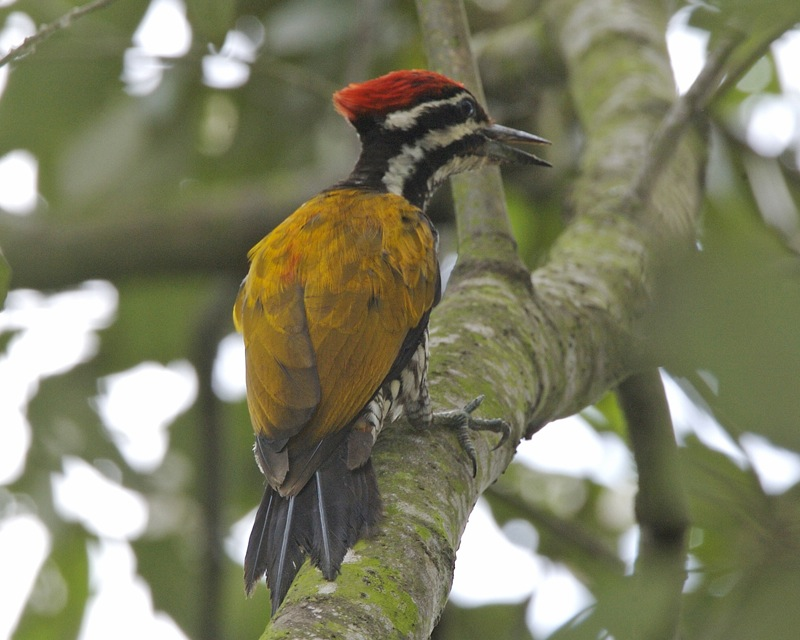
Mâle, Singapour

## Nutrition
Le pic à dos rouge est insectivore.
Il se nourrit principalement  d'insectes et d'invertébrés.
Son régime assez varié comprend des fourmis, des larves d'insectes, des petits scorpions, des cafards et d'autres espèces de coléoptères xylophages.

## Reproduction
Le pic à dos rouge creuse un nid dans un tronc à une hauteur qui varie de 2 à 10 mètres au-dessus du sol. Ce nid est souvent placé en dessous de 5 mètres dans une vieille souche située en milieu ouvert.Un arbre fruitier ou un palmier fait le plus souvent l'affaire. 
Il pond 2 ou 3 œufs.

## Taxinomie
Suivant les travaux de Collar (2011), le Congrès ornithologique international sépare l'ancienne sous-espèce D. j. everetti de cette espèce, et l'élève au rang d'espèce à part entière, Dinopium everetti (Tweeddale, 1878).

### Répartition et sous-espèces
Selon la classification de référence du Congrès ornithologique international (15.1, 2025) il se répartit en six sous-espèces suivantes (ordre phylogénique) :
- D. j. malabaricum Whistler & Kinnear, 1934 — sud-ouest de l'Inde ;
- D. j. intermedium (Blyth, 1845) — Bangladesh et Indochine ;
- D. j. javanense (Ljungh, 1797) — péninsule Malaise, Sumatra, Riau, ouest de Java ;
- D. j. exsul (Hartert, 1901 — est de Java et Bali ;
- D. j. borneonense (Dubois, 1897) — Bornéo
- D. j. raveni Riley, 1927 — nord de Bornéo.